# Entella natalica
Entella natalica es una especie de mantis de la familia Mantidae.

## Distribución geográfica
Se encuentra en Natal (Sudáfrica).